# Cyrtosperma merkusii
Il taro gigante palustre (Cyrtosperma merkusii (Hassk.) Schott) è una pianta della famiglia delle Aracee, comunemente conosciuta con il nome di origine polinesiana di babai o bwabwai in gilbertese o tongano, o anche pulaka.

## Distribuzione e habitat
La specie è diffusa in Malaysia peninsulare, Sumatra, Borneo, Giava, Filippine, Nuova Guinea e in numerose isole del Pacifico sud-occidentale (isole Caroline, isole Cook, isole Figi, isole Gilbert, isole Marshall, isole Samoa, isole Santa Cruz, isole della Società, isole Salomone).

## Usi
Ha dei tuberi simili alla patata ed è comunemente coltivata per ricavare, dai suoi rizomi dopo cottura, farina e amido.